# Svenska Ballongfederationen

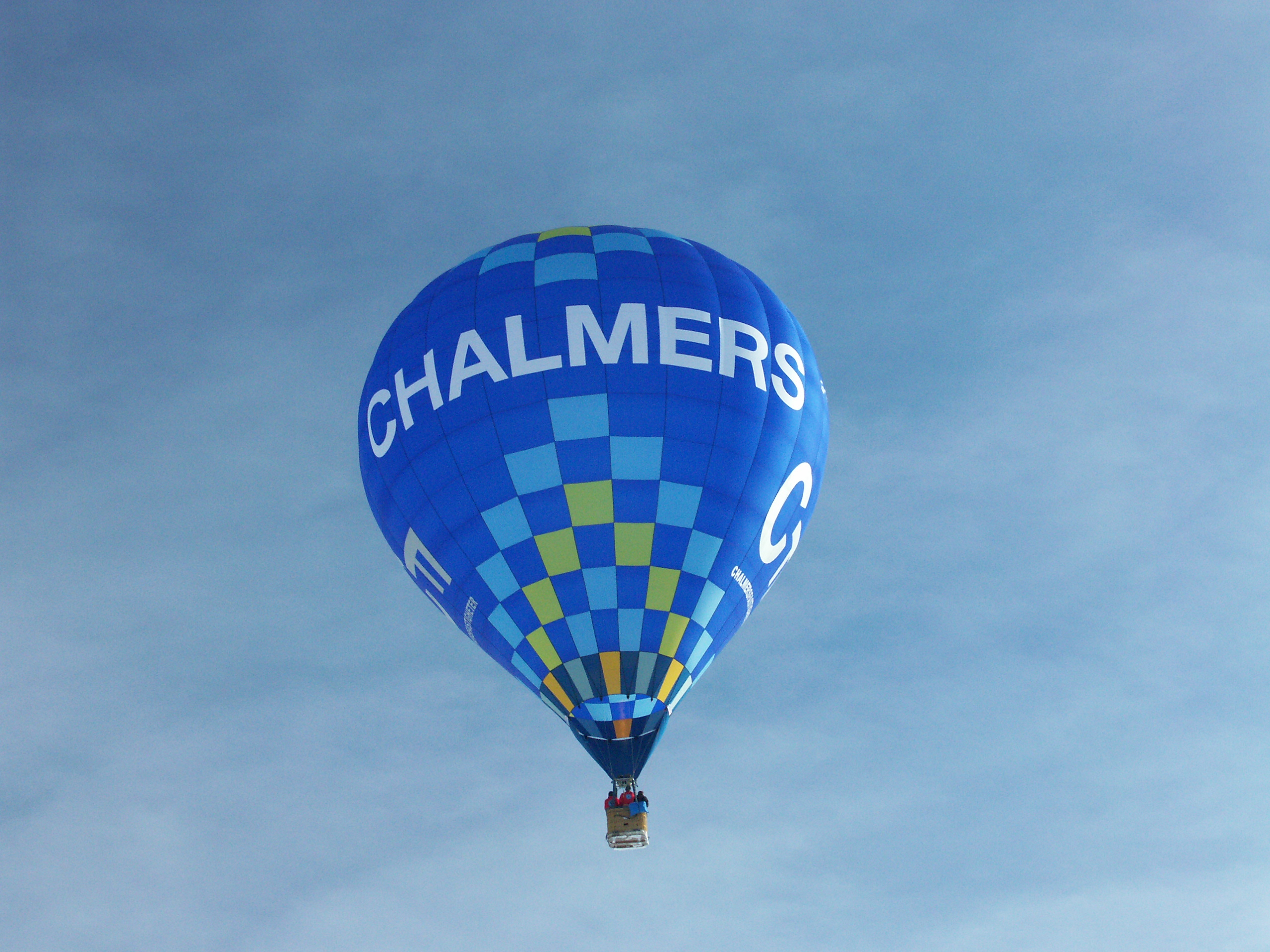
Luftballong tillhörandes Chalmers Ballong Corps

Svenska Ballongfederationen, SBF, bildades 1972 och är ett samarbetsorgan för Sveriges ballongfarare. SBF:s uppgift är att verka för att ballongflygning i Sverige bedrivs under säkra och ändamålsenliga former.
SBF är anslutet till Svenska Flygsportförbundet.